# هیزلتون (پنسیلوانیا)
هیزلتون (به انگلیسی: Hazleton) شهری در ایالت پنسیلوانیا کشور ایالات متحده آمریکا است که جمعیت آن در سرشماری سال ۲۰۱۰ میلادی، ۲۵٬۳۴۰ نفر بوده‌است.